# イーデン (ノースカロライナ州)
イーデン（英: Eden）は、アメリカ合衆国ノースカロライナ州北中部ロッキンガム郡の都市である。2010年国勢調査での人口は15,527 人だった。イーデン市は1967年に、リークスビル、スプレー、ドレイパーという3つの町の合併によって、市として法人化された。
市内に観光客を呼び込むために「オールド・リークスビル」ショッピング地区など小さな歴史的中心街が幾つかオープンされてきた。

## 地理
イーデン市は北緯36度30分23秒 西経79度44分42秒 / 北緯36.50639度 西経79.74500度 (36.506434, -79.745092)に位置している。イーデンの南側でスミス川とダン川が合流している。ダン川はイーデンの南境界に沿って流れ、スミス川は北から市内を2分して流れ、その先でダン川と合流する。
アメリカ合衆国国勢調査局に拠れば、市域全面積は15.2平方マイル (39 km2)であり、このうち陸地15.0平方マイル (39 km2)、水域は0.2平方マイル (0.52 km2)で水域率は1.12%である

## 歴史

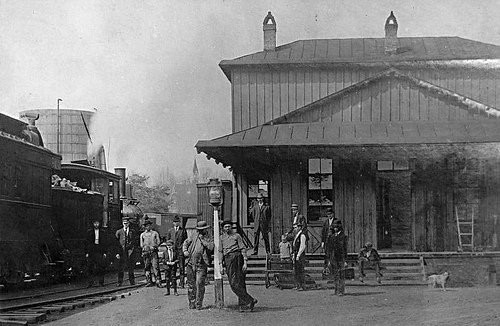
ダンビル・アンド・ウェスタン鉄道のリークスビル駅（現イーデン）、1912年撮影

イーデンはバージニア州とノースカロライナ州のプランテーション経営者、ウィリアム・バード2世（1674年-1744年）の所有する荘園、広さ7万エーカー (280 km2) だった。この荘園は当初「イーデンの土地」と呼ばれていた。
ウィリアム・バード2世はその晩年に、「イーデンの土地」にスイスから大勢のプロテスタントを連れて来ることを夢見ており、その土地は結局バージニア州で10万エーカー (400 km2) 以上になった。バードはフロンティアの豊かさの上に繁栄することになる、産業に富み自給できる植民地の姿を描いていた。数年にわたった交渉の後に、少なくとも船1隻分のスイス人がヨーロッパから「イーデンの土地」に渡ったが、バージニア海岸沖の12月の突風で船が難破し、その数少ない生存者の中でイーデンまで到着したと考えられる者はいない。バードは1744年8月26日に死に、「イーデンの土地」はスコットランド・アイルランド系の開拓者が入った開拓地に囲まれ始めた。バードはそのような開拓者を「野蛮人で破壊者」だと考えていた。
「イーデン」はウィリアム・バード3世に承継され、父が夢見ていた植民地化の考えは無くなった。バード3世は1748年にエリザベス・ヒル・カーターと結婚した。バードはその贅沢な生活様式を保つためにイーデンを処分して金を得ようとした。1755年11月8日、アンティグア島からきた商人の兄弟、サイモンとフランシスのファーリー兄弟に、ノースカロライナの土地26,000エーカー (110 km2) を売却することに成功した。このときまでに開拓地はかなりのペースで成長していた。ファーリー兄弟は肥沃な土地の幾つかにプランテーションを創設しようとしたが、それよりも多くの頻度で開拓者達が不法侵入し、その家屋を建設した。1762年、フランシス・ファーリーの息子であるジェイムズ・パーク・ファーリーがウィリアムズバーグに行ってウィリアム・アンド・メアリー大学に入学し、間もなくウィリアム・バード3世とエリザベス・ヒル・カーターの娘であるエリザベス・ヒル・バードと結婚した。
その後、ダン川地域に入って来た開拓者の多くは、ウィリアム・バードについてほとんど知ることはなかった。彼らはタウン・クリークとファーリーの所有地に近い地域にあるインディアンの古い村に馴染んだ。その場所が開拓地の中心となり、26,000エーカー (110 km2) の土地はソーラタウンと呼ばれるようになった。1775年、ジェイムズ・パーク・ファーリーとその新妻が、コスモポリタンであるウィリアムズバーグからソーラタウンに移って来た。ファーリーはソーラタウンが彼のものであると主張し、新しいプランテーションを創設して、不法侵入者を追い出そうとした。ダン川を見下ろす位置に新しい家を建てた。ファーリーはまたヒルズボロで会していた第3期植民地議会の議員でもあった。1776年、その一家は、エリザベス・ファーリーの父が自殺したことや、おそらくは田舎の生活が嫌いなこともあって、ソーラタウンを離れた。ジェイムズ・パーク・ファーリーは独立戦争の間に戦死し、その妻と4人の娘達は自分たちで生活していく必要があり、ソーラタウンは管理されないままにされた。ファーリーの未亡人はジョン・ダンバー牧師と再婚し、ダンバーがソーラタウンを管理しようとしたが、失敗した。最終的には、州知事がファーリーの後継者の法的利益を解決する課題に巻き込まれた。その26,000エーカー (110 km2) の土地は、スミス川を島の浅瀬で渡るピーターズバーグ・セイラム道路に近かったので、開拓が進むことになった。1795年、本通りに沿ったソーラタウンの南西端にリークスビルの町が設立された。ジョセフ・クラウドがその土地を再測量し、1798年には2つの等分な土地に分割した。その1年後、ファーリーの娘のマリア・ファーリーとレベッカ・パーク・ファーリーが、その持ち分をバージニア州のパトリック・ヘンリーに売却した。ヘンリーは自由を与えよ。然らずんば死を(Give me Liberty, or give me Death!)」という名文句を吐いてイギリスに対する抵抗運動を扇動したことで有名だった。1799年6月6日、ヘンリーはその死の床にあって、土地をアレクサンダー・スポッツウッド・ヘンリーとナサニエル・ウェスト・ヘンリーという2人の息子に渡した。ソーラタウンが存在した1世紀の間に、「イーデンの土地」には多くの著名な一家が入った。例えば、ブロドナックス、ディラード、ラフィン、モアヘッド、ヘンリー、ウィンストンの各家族だった。この地域には多くのスコットランド人家族も入り、例えばギャロウェイ、スケールズ、ワット、レノックス、キャンベル、モアなどの家族がいた。その他郡内に住んだ者としてはライトホース・ハリー・リー将軍もいた。現在のイーデンでは毎年9月の第3週末にその歴史を祝してリバー・フェストを開催している。
イーデン市内のアメリカ合衆国国家歴史登録財としては、次のものがある。
| - ブーン道路歴史地区 - ブラード・レイ邸 - カスケード・プランテーション - セントラル・リークスビル歴史地区 - デンプシー・レイノルズ・テイラー邸 - 第一バプテスト教会 | - フランクリン・キング博士邸・アイドルワイルド - リークスビル商業歴史地区 - リークスビル・スプレー学校 - ローワー・ソーラタウン・プランテーション - シナイ山バプテスト教会 - 遺跡31RK1 | - スプレー工業歴史地区 - セントルークス・エピスコパル教会 - タンヤード浅瀬水門 - 3レッジ浅瀬水門 - 広口浅瀬水門 |

## 主要産業
ミラー・ブルーイング・カンパニーがイーデンで地ビールの醸造所を運営している。700人近くを雇用し、年間900万バーレル (100万 kL) を生産している。しかし、2016年9月までに工場を閉鎖すると発表した。

## 人口動態
以下は2000年の国勢調査による人口統計データである。
| 基礎データ - 人口: 15,908 人 - 世帯数: 6,644 世帯 - 家族数: 4,371 家族 - 人口密度: 409.2人/km2（1,060.1 人/mi2） - 住居数: 7,368 軒 - 住居密度: 189.5軒/km2（491.0 軒/mi2） 人種別人口構成 - 白人: 75.43% - アフリカン・アメリカン: 22.15% - ネイティブ・アメリカン: 0.21% - アジア人: 0.31% - 太平洋諸島系: 0.06% - その他の人種: 1.03% - 混血: 0.81% - ヒスパニック・ラテン系: 2.34% | 年齢別人口構成 - 18歳未満: 23.1% - 18-24歳: 7.8% - 25-44歳: 27.4% - 45-64歳: 22.5% - 65歳以上: 19.1% - 年齢の中央値: 39歳 - 性比（女性100人あたり男性の人口） - 総人口: 85.0 - 18歳以上: 79.4 世帯と家族（対世帯数） - 18歳未満の子供がいる: 28.0% - 結婚・同居している夫婦: 45.0% - 未婚・離婚・死別女性が世帯主: 16.5% - 非家族世帯: 34.2% - 単身世帯: 31.0% - 65歳以上の老人1人暮らし: 14.1% - 平均構成人数 - 世帯: 2.34人 - 家族: 2.90人 | 収入と家計 - 収入の中央値 - 世帯: 27,670米ドル - 家族: 35,259米ドル - 性別 - 男性: 29,443米ドル - 女性: 21,797米ドル - 人口1人あたり収入: 15,275米ドル - 貧困線以下 - 対人口: 17.2% - 対家族数: 13.9% - 18歳未満: 22.6% - 65歳以上: 16.6% |

市内には1平方マイル (2.59 km2)  毎に平均して8つの教会がある。
市内の学校は小学校4校、中学校1校、高校1校がある。

## メディア
AMラジオのWLOE、1490kHzが1946年から放送を始めた。そのコールサインは「イーデンの土地」を意味している。

## 著名な出身者
- ザ・ブラバド・ブラザーズ、プロレスのタッグチーム、ランス・ブラバドとハーレム・ブラバド